# Lajjatissa
Lajjatissa fou rei de Sri Lanka, fill de Sadda Tissa i successor del seu germà Thulatthana (que va regnar només 40 dies).
Lajjatissa va mostrar gran falta de respecte pel clergat budista durant els primers tres anys del seu regnat però després va relaxar la seva pressió i va començar obres religioses (ornamentació de temples o ampliacions) sobretot a les dagobes de Thuparama i Chetiyagiri. Va construir una dagoba anomenada Sita Thupa i diversos vihares i una sala pels monjos anomenada Rajjatissa situada en front de la Thuparama. Va proveir als monjos amb arròs i altres necessitats i els monjos itinerants van rebre drogues medicinals.
Va regnar nou anys u vuit mesos i a la seva mort el va succeir el seu germà Kalunna (o Kallatanaga), el tercer fill de Sadda Tissa.